# Catopyrops
Genre
Catopyrops est un genre de lépidoptères (papillons) de la famille des Lycaenidae et de la sous-famille des Polyommatinae.

## Taxonomie
Le genre Catopyrops a été décrit par le lépidoptériste néerlandais Lambertus Johannes Toxopeus (en) en 1929. Son espèce type est Lycaena ancyra Felder, 1860.

## Répartition
Les espèces du genre Euchrysops sont originaires d'Océanie et d'Asie du Sud-Est.

## Liste des espèces
Selon FUNET Tree of Life (3 juillet 2020) :
- Catopyrops ancyra (Felder, 1860) — de l'Inde à l'Australie et aux îles Salomon.
- Catopyrops zyx Parsons, 1986 — aux îles Salomon.
- Catopyrops rita (Grose-Smith, 1895) — en Indonésie.
- Catopyrops florinda (Butler, 1877) — en Indonésie, en Australie et aux îles Loyauté.
- Catopyrops holtra Parsons, 1986 — en Nouvelle-Bretagne.
- Catopyrops keiria (Druce, 1891) — aux îles Salomon.
- Catopyrops nebulosa (Druce, 1892) — aux Nouvelles-Hébrides.
- Catopyrops kokopona (Ribbe, 1899) — dans l'archipel Bismarck.